# The Reflex
Pour les articles homonymes, voir Reflex.
Singles de Duran Duran
New Moon on Monday
(1984) The Wild Boys
(1984)
The Reflex est une chanson du groupe Duran Duran sortie en single en 1984. C'est le troisième extrait du 3e album studio du groupe, Seven and the Ragged Tiger, publié en 1983.

## Historique
Cette chanson est enregistrée durant « l'exil » du groupe sur l'île de Montserrat dans les Antilles en juin 1983.
Alors que le groupe n'était pas pleinement satisfait de la version album de The Reflex, ils le seront lorsqu'un remix sera réalisé par Nile Rodgers, qui avait auparavant travaillé sur Let's Dance de David Bowie, qui avait beaucoup inspiré Duran Duran. Dans le livret de la compilation Night Versions: The Essential Duran Duran (1998), Nick Rhodes écrira : .
En face B, on retrouve une reprise en live de Make Me Smile (Come Up and See Me), une chanson de Steve Harley and Cockney Rebel sortie en 1975.

## Clip
Le clip est tourné pendant la tournée Sing Blue Silver au Maple Leaf Gardens de Toronto. Le groupe fait à nouveau appel au réalisateur australien Russell Mulcahy, qui tourne certaines images dans l'après-midi puis le reste durant le concert du groupe.
On peut voir dans cette vidéo Nick Rhodes jouant sur un Fairlight CMI.
Certains éléments du clip seront utilisés dans le film concept Arena (An Absurd Notion), également mis en scène par Russell Mulcahy.
Dans une interview parue dans Guitare et Claviers en mars 1987, John Taylor explique pourquoi le clip se déroule sur scène : « Nous voulions à tout prix prouver aux sceptiques que nous étions un vrai groupe, qui passait la rampe sur scène, et pas uniquement des pantins qu'on ne connaissait qu'à travers leurs clips. C'est d'ailleurs pour ça que la vidéo de The Reflex nous montrait sur scène ».

## Liste des titres et différents formats
| 1. The Reflex – 4:20 2. Make Me Smile (Come Up and See Me) (live) – 4:54 (enregistré en concert au Hammersmith Odeon de Londres le 16 novembre 1982) 1. The Reflex (Dance Mix) – 6:35 2. The Reflex [7" version] – 4:20 3. "Make Me Smile" (Come Up and See Me) (Live) – 4:54 (enregistré en concert au Hammersmith Odeon de Londres le 16 novembre 1982) 1. The Reflex (The Dance Mix-Edited) – 4:25 2. New Religion (live) – 4:52 (enregistré en concert au Forum d'Inglewood le 7 février 1984) | 1. The Reflex (Dance Mix) – 6:35 2. The Reflex (The Dance Mix-Edited) – 4:25 1. The Reflex – 4:20 2. Make Me Smile (Come Up and See Me) (live) – 4:54 (enregistré en concert au Hammersmith Odeon de Londres le 16 novembre 1982) 3. The Reflex (Dance Mix) – 6:35 |

## Classements
Aux États-Unis, The Reflex atteint la première place ; c'est le premier single du groupe qui se classe ainsi sur le sol américain. Il se hisse également tout en haut du UK Singles Chart, devenant le second titre du groupe à atteindre cette place au Royaume-Uni, après Is There Something I Should Know un an plus tôt.

The Reflex devient également un hit mondial, se classant dans le Top 10 de nombreux pays (et parfois à la 1re place, comme au Canada et aux Pays-Bas). En France, il atteint la 15e place du Top 50, alors tout juste créé.
| Pays et classement (1984)              | Meilleure position |
| -------------------------------------- | ------------------ |
| Australie (Kent Music Report)          | 4                  |
| Autriche (Ö3 Austria Top 40)           | 11                 |
| Belgique (Flandre Ultratop 50 Singles) | 1                  |
| Belgique (VRT Top 30 Flandre)          | 1                  |
| Canada (Top Singles)                   | 3                  |
| Canada (CHUM)                          | 1                  |
| Europe (Eurochart Hot 100)             | 1                  |
| France (SNEP)                          | 15                 |
| Allemagne (Media Control AG)           | 8                  |
| Irlande (IRMA)                         | 1                  |
| Italie (FIMI)                          | 11                 |
| Pays-Bas (Nederlandse Top 40)          | 1                  |
| Pays-Bas (Single Top 100)              | 1                  |
| Nouvelle-Zélande (RMNZ)                | 6                  |
| Pologne (LP3)                          | 7                  |
| Espagne (AFYVE)                        | 14                 |
| Suisse (Schweizer Hitparade)           | 10                 |
| Royaume-Uni (UK Singles Chart)         | 1                  |
| États-Unis Billboard Hot 100           | 1                  |
| États-Unis - Cash Box                  | 1                  |

| Pays et classement (1984)      | Position |
| ------------------------------ | -------- |
| Australie (Kent Music Report)  | 34       |
| Belgique (Ultratop 50 Flandre) | 3        |
| Canada (RPM Top 100 Singles)   | 23       |
| France (IFOP)                  | 40       |
| Italie (FIMI)                  | 60       |
| Pays-Bas (Dutch Top 40)        | 7        |
| Pays-Bas (Single Top 100)      | 8        |
| États-Unis - Billboard Hot 100 | 16       |
| États-Unis - Cash Box          | 10       |

| Pays                  | Position | Ventes certifiées |
| --------------------- | -------- | ----------------- |
| Canada (Music Canada) | Platine  | 100 000           |
| Royaume-Uni (BPI)     | Argent   | 250 000           |
| États-Unis (BPI)      | Or       | 500 000           |

## Crédits
Duran Duran
- Simon Le Bon : chant principal
- Nick Rhodes : claviers, synthétiseur
- John Taylor : guitare basse
- Roger Taylor : batterie, percussions
- Andy Taylor : guitare

Autres
- Alex Sadkin : producteur
- Ian Little : producteur
- Andy Hamilton : saxophone soprano et ténor
- Michelle Cobbs : chœurs
- B.J. Nelson : chœurs
- Raphael Dejesus : percussions
- Mark Kennedy : percussions
- Nile Rodgers : remix
- Jason Corsaro : ingénieur du son pour le remix

## Reprises
Des reprises de The Reflex ont été enregistrées notamment par Less Than Jake ou en duo par Kylie Minogue et Ben Lee. Le titre fait également partie du medley Hooked on Polkas sur l'album Dare to Be Stupid (1985) de "Weird Al" Yankovic.